# On and On and On
On and On and On – singel szwedzkiego zespołu ABBA z albumu Super Trouper. Piosenka najlepiej poradziła sobie w Australii i Francji. W Stanach Zjednoczonych zajęła 90. miejsce. Zespół promował tę piosenkę w Niemczech w programie telewizyjnym "Show Express" oraz w programie "Dick Cavett Show".